# 帕拉·扎西旺久
帕拉·扎西旺久（藏語：བཀྲ་ཤིས་དབང་ཕྱུག་，威利转写：bkra shis dbang phyug，1912年—1982年）藏族，西藏拉萨人，西藏贵族，噶厦官员。

## 生平
帕拉·扎西旺久是帕拉·平措朗杰的次子，生于1912年。曾经在江孜林布寺（江孜县城东40公里处，鼎盛时期曾有300余名喇嘛，21世纪初为有20多名喇嘛的小寺庙）短期出家。20多岁时，见家道衰落，乃还俗回家经营家业。不久，其父平措朗杰去世，便和其弟帕拉·多吉旺久共娶贵族贡桑孜（贡桑孜家族即凯墨家族）的女儿索朗白姆组成了一妻多夫的家庭。扎西旺久并不满意父兄为维护家族利益而安排的这桩婚姻，约在1936年以管理后藏庄园的名义，回到江孜的“帕谿”（意思是“父亲的土地”），出任“谿朽”（庄园管事），此后长期经营后藏庄园，很少回拉萨。1946年，贡桑孜及其姐夫索朗旺堆作为西藏代表团成员赴南京，参加了制宪国民大会，帕拉·扎西旺久以侍从名义一同前往。
1951年8月，达赖从亚东回拉萨，路过江孜时住在白居寺。帕拉·扎西旺久在其任卓尼钦莫的兄长帕拉·土登为登的引荐下拜见达赖。达赖鼓励帕拉·扎西旺久“应当多为噶厦做些事”，并赠给“仁悉”（四品俗官）的虚职，这提高了扎西旺久的地位。1951年11月，根据《十七条协议》，中国人民解放军第18军52师一五四团进驻后藏，11月15日举行进入江孜仪式，帕拉·扎西旺久及江孜其他上层人士一起到近郊车仁欢迎。1952年春，扎西旺久同意中国人民解放军在班觉伦布村主庄园附近开荒建农场。帕拉·扎西旺久作为江孜的大贵族，被中共西藏江孜分工委视为重点团结对象，阴法唐书记等中共领导亲自做其工作。1952年10月，江孜成立了学习《十七条协议》的委员会，扎西旺久有时也参加该会活动，但一直不即不离，却一直同驻江孜的印度兵营及商务代表处来往密切。1956年8月30日，江孜基巧办事处成立，帕拉·扎西旺久任江孜基巧办事处常务委员，每月到江孜开几次会。1958年12月，回到拉萨探亲。
1959年3月拉萨骚乱后，他随达赖流亡印度，后移居瑞士。1980年，其和拉珍所生的长子帕拉·顿珠嘎瓦到瑞士看望他，留在国外未归。据说，扎西旺久在中国实行改革开放后，曾打算回国探亲，但因身体不佳而未能成行。1982年，帕拉·扎西旺久在瑞士病逝。

## 家庭
与弟帕拉·多吉旺久共娶索朗白姆。扎西旺久和多吉旺久在拉萨的共妻家庭，共生有8个子女。长子1959年随父亲流亡印度，最小的儿子在改革开放后出国探亲未归。其他子女在文革中受冲击，有一位患精神病，一位以蹬三轮车为生，一位任西藏自治区政协委员，一位任拉萨市政协委员，一位在西藏自治区第二招待所工作，一位是纳金电站工人。
扎西旺久在江孜期间，一度与帕拉庄园女管家拉珍同居，生有3个子女。长女次仁班宗，1939年生，1956年入中央民族学院学习，毕业后一直在日喀则地区谢通门县任职，20世纪末退休后在日喀则市盖了房屋，安度晚年。长子顿珠嘎瓦，1943年生，农民，1980年到瑞士探亲未归，半年后转赴印度达兰萨拉，后移民美国。次子罗布次仁，1945年生，一直在江孜县江热乡班觉伦布村务农，后任江孜县政协常委。